# Lisewo (powiat wejherowski)
Lisewo  (też: Lisewo Gniewińskie; kaszb. Lësewò, niem. Lissow, Lißen) – wieś kaszubska w Polsce położona w województwie pomorskim, w powiecie wejherowskim, w gminie Gniewino. Wieś jest siedzibą sołectwa Lisewo w którego skład wchodzi również Jęczewo. W pobliżu miejscowości znajduje się największa w powiecie wejherowskim Farma Wiatrowa Lisewo.

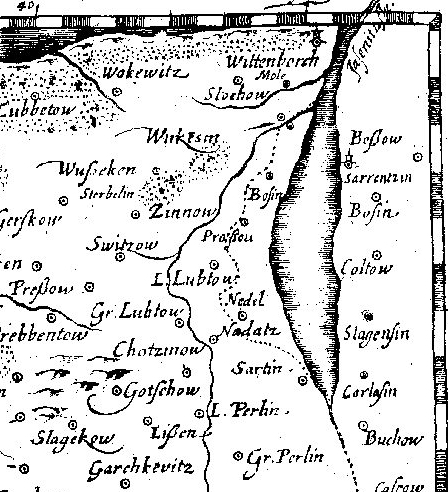
Lisewo (Lißen) na mapie Pomorza Lubinusa (1618).

Na Wielkiej Mapie Księstwa Pomorskiego Lubinusa z roku 1618, Lisewo było szlacheckie i po niemiecku nazywało się Lißen (należało wtedy do starego powiatu lęborskiego).
W latach 1975–1998 miejscowość należała administracyjnie do województwa gdańskiego.
Inne miejscowości o nazwie Lisewo: Lisewo, Lisewo Duże, Lisewo Kościelne, Lisewo Malborskie, Lisewo Małe, Lisewo-Parcele, Lisewiec